# Dispatch
A Dispatch háromtagú amerikai rockegyüttes, melynek egyedi hangzásvilágában rock, funk, reggae és folk elemek keverednek, szövegei pedig sokszor vallásos ihletettségűek.
Tagjai Chad Urmston (gitár), Brad Corrigan („Braddigan”) (dob), Pete Heimbold (basszusgitár) a vermonti Middlebury Főiskolán találkoztak az 1990-es évek elején. (A formáció első neve One Fell Swoop volt.) Mind a hárman jól képzett zenészek, az együttes megalakulása előtt mindegyikük gitározott, énekelt és szövegeket is írt; profizmusukat bizonyítja, hogy koncertjeiken néha hangszert cseréltek egymással.
Szívesen hangsúlyozzák, hogy népszerűségüket nem marketingfogásoknak köszönhetik: az együttes híre (nevéhez híven, mely 'üzenet'-et, 'sürgöny'-t jelent) a koncertjeikre járók baráti köreiben kezdett terjedni, valamint internetes fórumokon, fájlcserélő hálózatokon (a Napster megalkotója, Shawn Fanning is nagy rajongójuk). Búcsúkoncertjükön már 110 ezer ember vett részt, ez a független zenei együttes által valaha adott legnagyobb koncert (The Last Dispatch, 2004. július 31., Hatch Shell, Boston).
Mindhárman szólókarrierbe kezdtek, az együttesben megszokott hangszerükön. A projektek nevei: Chad – State Radio, Pete – Pete Francis, Brad – Braddigan.

## Lemezeik
- Silent Steeples (1996)
- Bang Bang (1998)
- Who Are We Living For? (2000)
- Gut the Van (koncertfelvétel, 2CD) (2001)
- Four-Day Trials (bonus tracks) (2004)
- All Points Bulletin (2CD és DVD) (2004)